# Лекалов Рудольф Миколайович
Рудольф Миколайович Лекалов (20 жовтня 1933 — 12 грудня 2021) — український художник-графік та журналіст.

## Біографія
Народився 20 жовтня 1933 року (хоча за деякими каталогами помилково значиться дата 10 жовтня) у місті Лодейне Поле Ленінградської області (Росія). Так склалася доля, що перший клас закінчив 1942 року в Свердловській області, 2-й — у селі Кишеньки Полтавської області, четвертокласником став у Загордському дитячому будинку Мінської області в Білорусі, з 5-го по 7-й класи навчався в селі Красне Вінницької області. У 1950–1951 роках здобував професійні навички у Ленінградському художньому училищі, відтак — чотири роки служив у Радянській Армії, а з 1955 року поселився у селі Рідківці Чернівецької області, де працював у школі і заодно здобував освіту за 8-10 класів у вечірній школі.
Першими справжніми духовними і мистецькими наставниками, завжди наголошує Рудольф Миколайович, був А. Гула — вчитель української мови і літератури, який вів шкільну образотворчу студію в селі Красне Тиврівського району Вінницької області, а відтак — буковинські художники — І. А. Холоменюк, Г. В. Васягін, В. Т. Санжаров, І. М. Беклемішева, Д. І. Нарбут, М. І. Молдаван у яких навчався і з якими співробітничав впродовж 1957–1967 років у Чернівцях у художній студії при Будинку народної творчості.
У 1960–1966 роках працює художником торгреклами у Чернівцях і одночасно навчається на факультеті графіки Українського поліграфічного інституту імені Івана Федорова (нині Українська академія друкарства), де його професорами були Валентин Бунов, Ростислав Сильвестров, Юрій Гапон. Здобувши вищу мистецьку освіту, працює художником Чернівецьких виробничих художніх майстерень, а відтак, впродовж 1966–1980 років — художньо-технічний редактор видавничого відділу управління по пресі Чернівецького облвиконкому, а в 1981 році стає головним художником газети «Радянська Буковина», у 1990–2005 роках — художник незалежної обласної газети «Буковина», паралельно — художник газет «Вільна бесіда», «Чернівецькі листки», а також художньо-технічний редактор журналу «Ластівка». Пізніше Рудольф Миколайович — головний художник Чернівецького краєзнавчого музею.

## Творчі набутки
Займався оформленням книг, журналів, плакатів, листівок, запрошень, програм, буклетів, проспектів, емблем, екслібрисів…
- Є. Євтушенко «Не умирай прежде смерти». 1993, «Вітекс».
- Г. Тарасюк «Любов і гріх Марії Магдалини»(Роман). 1995.
- «Переворот в Москве» (Факты). 1992.
- М. Ткач «Зазимье». Прут. 1997.
- С. Далавурак, В. Косяченко, О. Романець, І. Ткач «Буковина, рік 1991».
- Є. Фінкель, Г. Шабашкевич, П. Рихло, Ф. Пілат, Л. Зінгер, Ю. Летунов, Л. Фінкель, Г. Цибенко «Вестник» (п'ять номерів випуску). м. Чернівці: Прут, 1991–1996.
- Українське товариство «Просвіта» ім. Т. Г. Шевченка (В. Косяченко) «Ластівка» (журнал). 1993–2000 рр.
- Г. Шевченко «Лелеча пам'ять». 1986.
- Мірча Лютик «Datul intru finta» (поезії румунською мовою). Прут, 2000.
- В. Дячков «Близька далечінь» (етюди, образки, елегії). Ратуша, 1997.
- В. Косяченко «УСЕ» (Універсальний словник епіграм). Буковина. 1998.
- С. Цидельковський «Невозвратные встречи». Місто, 2002.
- В. Дячков «Тісно вітрові поміж куль…». Буковина, 2001.
- В. Дячков «Краплі сонця на зламаному веслі». 1999.
- Семен Фимин «Лабиринты надежд» (стихотворения). Золоті литаври, 2003.
- В. Фоменко «Ночная радуга» (поезія). 1999.

## Портрети Рудольфа Лекалова
- Тарс Шевченко.
- Юрій Федькович.
- Ольга Кобилянська.
- Леся Українка.
- Міхай Емінеску.
- Васіле Александрі.
- Андрій Малишко.
- Олесь Гончар.
- Ніна Матвієнко.
- Ліна Костенко.
- Михайло Драгоманов.
- Лук'ян Кобилиця.
- Іван Ле.
- Марійка Романович-Рожановська.
- Остап Вільшина.
- Епамінонда Бучевський…

## Графіка у газетах і журналах Буковини
- Рубрики газет «Радянська Буковина», «Буковина», «Вільна бесіда», журналів — «Ластівка», «Українська ластівка»: «Чиста криниця», «Пульс планети», «Зелена аптека», «Ліки з рук природи», «Для газдів і газдинь», «При вечірній свічі», «Калинова віть», «Куток меломана», «Відлуння тижня», «Рецепти народної медицини», «Листи», «У нас на Буковині», «Для жінок і про жінок», «ДністроГЕС» діє, ДністроГЕС будується"…

## Сюжетні заголовки, малюнки до творів різних авторів
- Н. Бабич «Доки море перелечу…»
- М. Брозинський «Гіркі ягоди».
- Й. Бург «Пісні залишаються…»; «Одного разу…»; «Обітниця»…
- В. Мацерук «Дивоквіт любові»,
- В. Дячков «Хотинське відлуння»; «Міклухо Маклай»; «У цвіті музики і любові»; «Драми на блудній шхуні»; «Тісно вітрові поміж куль…»; «Краплі сонця на зламаному веслі»; «Суботній концерт 1879 р.»; «Синє озерце спомину»; «Скажуть: це неймовірно»…
- 110 — Міхай Емінеску.
- І. Агатій «З цвіту кленового».
- М. Івасюк «Ноктюрн»; «Пігулки для матері»; «Струшена роса»…
- А. Фаріон «І корова полетить»; «Отара і вовк»; «Поласував», «Чому різна вдача»; «Думки про номінацію»; «Маленький мудрець», «Халепа»; «Важка наука»…
- Є. Євтушенко «Похорони Сталіна».
- О. Проданюк «Полум'я ватри», «Телеграма»…
- Т. Севернюк: «Сонце, що не заходить»; «Кольорова музика»; Хто спраглий, нехай приходить"…
- В. Селезінка «Постоли з Колорадо»…
- А. Тарасова «Знак долі»…
- Г. Тарасюк «З йорданської води».
- І. Фостій «Прощання Петра Сагайдачного з Хотином».
- Г. Шабашкевич «Настрій робітника Івана Мацея».

## Дружні шаржі
Окрім живопису, графіки, пейзажів, портретів у творчості Рудольфа Лекалова чільне місце займають дружні шаржі. До його каталогу включено 45 зображень людей з яким митець спілкувався впродовж своєї творчої праці. Це Опанас і Ольга Шевчукевичі відомі буковинські діячі культури і мистецтва, художники Володимир Жила, Іван Снігур, Микола Круглов, скульптор Юрій Джебраєв, поет Петро Палій, літератор і видавець Петро Василиненко, режисер Василь Селезінка, журналісти Петро Радавчук, Юрій Терон, Василь Бабух, Григорій Шабашкевич, краєзнавець Іван Фостій, організатор культурного життя Буковини Сергій Дідик,

## Слово про митця
- {{Жартома і всерйоз Рудольфа Лекалова називають вербовим художником", бо він стільки створив малюнків цього дерева, мабуть стільки не відтворили його у своїх творах всі художники України. Навіть відомий критик, письменник Володимир Дячков зафіксував це у заголовку свого есе про художника "Тривоги серця у зажурі верб", а поетеса Тамара Севернюк оповідь про митця озаглавила "Вербові перелети літ", письменник Георгій Шевченко присвятив йому вірш "Вербова заметіль", де є такі рядки:

Ці верби воду п'ють, мов коні,
Ці верби в серце проросли
І на вербовому осоні
Свій одяг сушать, як посли
Країв незвіданих і чистих,
Країв любові і добра}}.
- {{Про митця сказано багато і прекрасно у журналах і газетах, а незабутній поет-пісняр, лауреат Державної премії України імені Тараса Шевченка Михайло Ткач філософськи сказав про Рудольфа Лекалова:

У руці в нього пензлі бринять перестигло,
Мов тугі колоски в золотому сніпку.
Ще зерно на палітру упасти не встигло,
А йому вже кричать, як дитя в сповитку.
Придивіться: за ним розправляються крила,
Як вихоплює пензлі для того мазка
Що окрасить уяву, яку створила
Для його тільки зору Господня рука.}}
- {{Ще у 2004 році критик і рецензент Юрій Скиба писав: " "Вражає філігранна техніка відтворення деталей, за якою відчувається ґрунтовна класична школа "доброго, старого реалізму". Тож не дивно, що "вікно у природу" під рукою Майстра незбагненно набуває  широких філософських узагальнень. Ось хоча б чи не найтиповіший сюжет: верби людяність, задумливо схилилися над рівчаком плин життя береги якого майбутнє і минуле з'єднані кладкою,  а то, просто полеглою деревиною '\'наша доля у просторі і часі. Вочевидь, аби посилити гостроту цього воістино глобального образу буття, автор раз по раз звертається до одних і тих же об'єктів у різні пори року, тим самим зорово продовжуючи звуковий ряд, започаткований великими Чайковським і Вівальді у музичних циклах "Пори року". Знаменно, що "штучна природа" (будинки й господарські споруди), зазвичай, залишаються на другом уплані - як усе суєтне поряд з вічним...}}

## Відзнаки і нагороди
- Член Національної спілки художників України.
- Член Національної спілки журналістів України.
- Лауреат премії імені Івана Бажанського.